# Waschhaus (Cély)

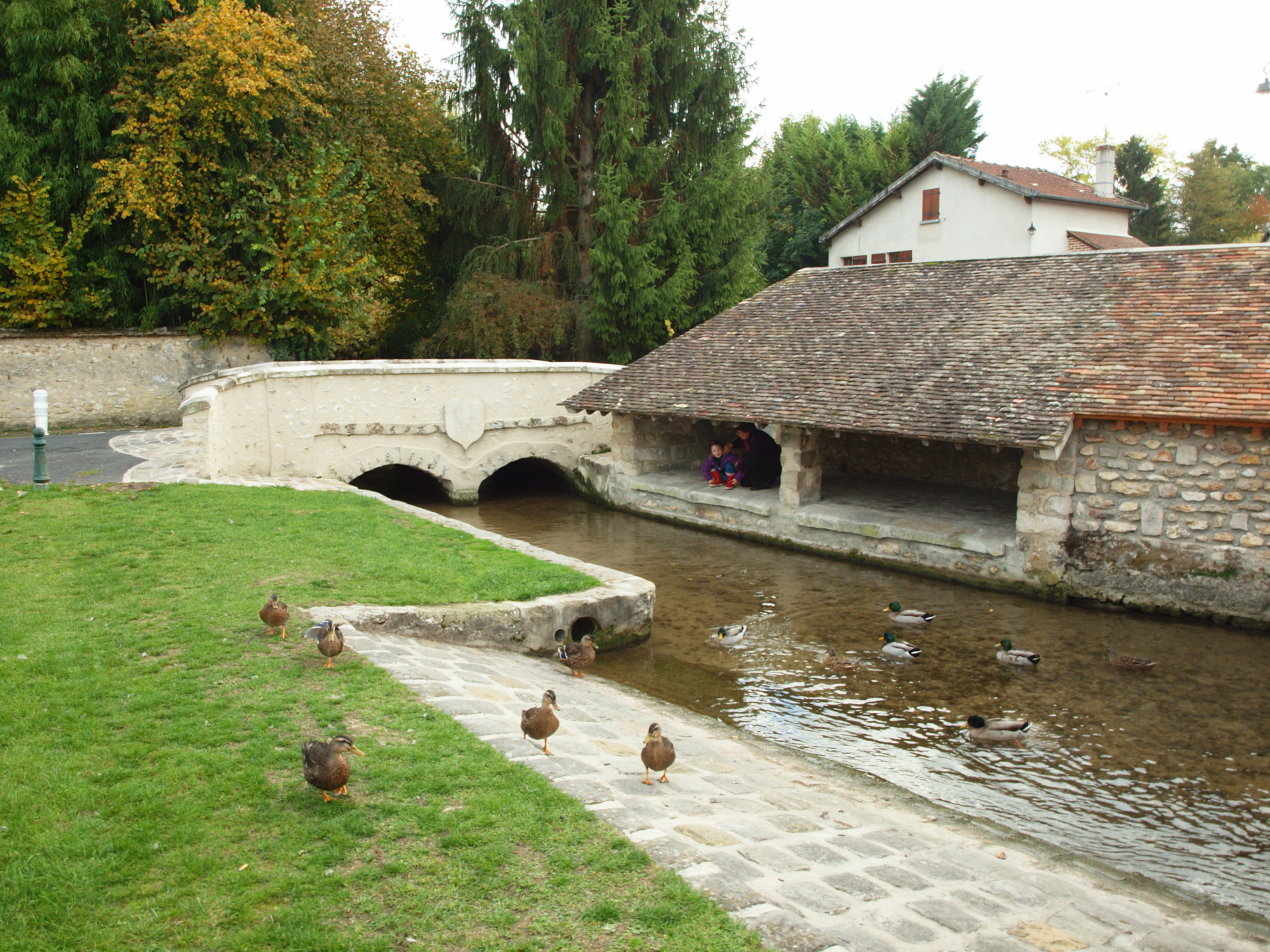
Waschhaus in Cély

Das Waschhaus (französisch lavoir) in Cély, einer französischen Gemeinde im Département Seine-et-Marne in der Region Île-de-France, wurde 1865 errichtet.  
Das öffentliche Waschhaus am Fluss Rebais wurde zur gleichen Zeit erbaut wie die Brücke direkt daneben. Das Gebäude aus Bruchsteinmauerwerk mit Pultdach ist an drei Seiten geschlossen zum Schutz der Wäscherinnen.